# بالاترو
بالاترو (انگلیسی: Balatro) یک بازی پوکرمی باشد که در فوریه ۲۰۲۴ برای مایکروسافت ویندوز، نینتندو سوئیچ، پلی‌استیشن ۴، پلی‌استیشن ۵، ایکس‌باکس وان، ایکس‌باکس سری اکس و سری اس در فوریه ۲۰۲۴ برای مک‌اواس و در سپتامبر ۲۰۲۴ برای اندروید و آی‌اواس منتشر شده است. در این بازی بازیکنان توانایی مقایسه دست‌ها در پوکر جهت کسب امتیاز را دارد. 